# Colares (Sintra)
Colares è una freguesia portoghese del comune di Sintra con una superficie di 33,07 km² e 7 628 abitanti (2011), per una densità di 230 abitanti/km². 
Colares si trova sulla costa atlantica, a sud-ovest del comune di Sintra, ed è stata la sede di un antico comune tra il 1255 e il 1855. Oggi la freguesia comprende anche Cabo da Roca, il punto più occidentale del continente europeo.